# Pak Či-min
Pak Či-min (korejsky 박지민, anglický přepis: Park Ji-min; * 13. října 1995 Pusan), známý jako Jimin, je jihokorejský zpěvák, skladatel a tanečník. V roce 2013 debutoval jako člen jihokorejské chlapecké skupiny BTS pod nahrávací společností Big Hit Entertainment. Byl posledním členem, který se k této skupině přidal.
Pod vedením společnosti Big Hit Entertainment debutoval v roce 2013 singlem „No More Dream“. Ve skupině má roli zpěváka, tanečníka, textaře a skladatele. Kromě jeho tvorby ve skupině vydal také několik sólových projektů, jako Promise a Christmas Love.
V roce 2023 vydal své první sólové album s názvem “Face”.

## Raný život a vzdělání
Pak Či-min se narodil 13. října 1995 v okrese Kümdžong-gu v Pusanu v Jižní Koreji. Mezi jeho nejbližší rodinu patří jeho matka, otec a mladší bratr, jménem Pak Či-hjun. Jako dítě navštěvoval v Pusanu základní školu Hödong a střední školu Junsan. Předtím, než se Jimin stal praktikantem, studoval tanec na střední umělecké škole v Pusanu a byl špičkovým studentem v oboru moderního tance. V roce 2012 absolvoval konkurz a přestoupil na střední uměleckou školu v Koreji, kterou ukončil v roce 2014. Jimin je v současné době zapsán na Global Cyber University.

## BTS
Pod vedením společnosti Big Hit Entertainment debutoval 13. června roku 2013 se singlem „No More Dream“. Ve skupině má roli zpěváka, tanečníka, textaře a skladatele. Pod BTS vydal tři sólové písně: „Lie“, „Serendipity“ a „Filter“. První vyšla píseň „Lie“ v roce 2016 jako součást druhého alba Wings. Byla popsána jako ohromující a dramatická, vyjadřující temné podtóny a emoce, které pomohly odrážet celkovou koncepci alba. Naproti tomu druhá píseň „Serendipity“, která vyšla v rozšířeném albu Love Yourself: Her (2017), byla měkká a smyslná a odhalovala radost, přesvědčení a zvědavost lásky. Třetí píseň „Filter“ se velmi liší od dvou předchozích, kvůli výraznému latinskoamerickému pop-esque vkusu a textem, který odrážel různé stránky, které Jimin ukazuje světu, ale i ty kolem něj.
„Serendipity“ a „Lie“ překonaly v roce 2018 padesát milionů streamů na Spotify, krátce nato následovala první verze kompilačního alba BTS 'Love Yourself: Answer (2018), která dosáhla milníku počátkem roku 2019. Tímto, Jimin vytvořil nový rekord jako jediný korejský umělec, který má tři sólové skladby, z nichž každá má přes 50 milionů zhlédnutí – dříve byl jediným korejským umělcem, který kdy překročil hranici 50 milionů zhlédnutí Psy s písní „Gangnam Style“ (2012) a „Gentleman“ (2013). Je to první a jediný sólový BTS b-side track, který získal nominaci na Gaon Chart Music Awards v kategorii Píseň roku.

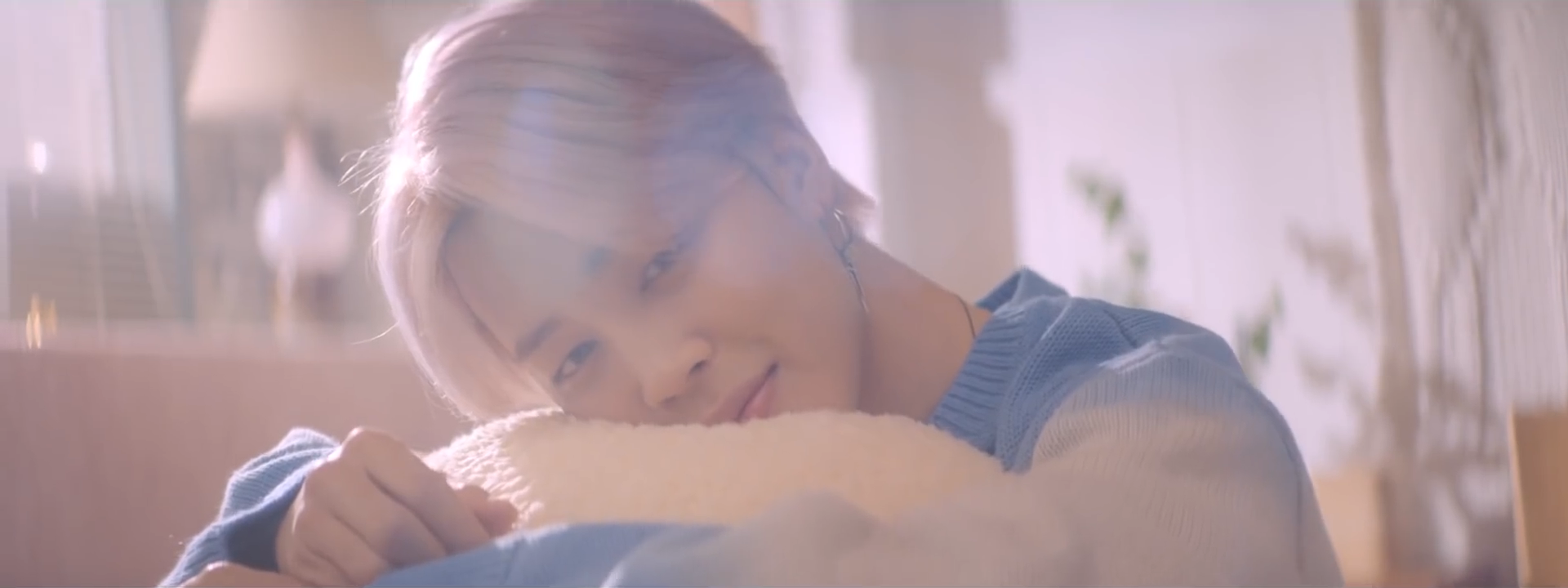
Jimin focení pro VT Cosmetics L'Atelier Perfume roku 2019

Jimin je společně s ostatními členy skupiny držitelem The Order of Cultural Merit, kterou obdržel od prezidenta Mun Če-ina. Za jeho vystoupení tradičního korejského tance Pučchečchum na Melon Music Awards v roce 2018 obdržel cenu od Kim Baek Bong Korean Fan Dance Conservation Society. Dle této organizace pomohl zvýšit postavení korejského tance a jeho estetické hodnoty ve světě.

## Sólová práce
Roku 2014 vydal Jimin spolu s dalším členem BTS Čon Čong-kukem, známým jako Jungkook, píseň „Christmas Day“ neboli korejské ztvárnění písně „Mistletoe“ od Justina Biebera – texty ke korejské verzi písně napsal sám Jimin. V roce 2017 Jimin a Jungkook znovu spolupracovali na coveru písně „We don't talk anymore“ amerického zpěváka Charlieho Putha. Jimin zde zpívá části Seleny Gomez, která vystupovala v originále. Jungkook nejdříve vydal sólovou verzi písně v únoru téhož roku a oba poté připravili duet jako speciální dárek fandomu kapely (A. R. M. Y.) a vydali jej 2. června během oslav čtvrtého výročí BTS.
V prosinci roku 2016 se zúčastnil tanečního duetu na KBS Song Festival s I Tche-minem, známým jako Taemin, z Shinee.
Svou první sólovou píseň „Promise“ vydal Jimin 30. prosince 2018. Tato píseň byla popsána jako „měkká popová balada“. 24. prosince 2020 vydal Jimin svou druhou sólovou píseň „Christmas Love“, píseň o vzpomínkách na svátky z dětství.

## Diskografie

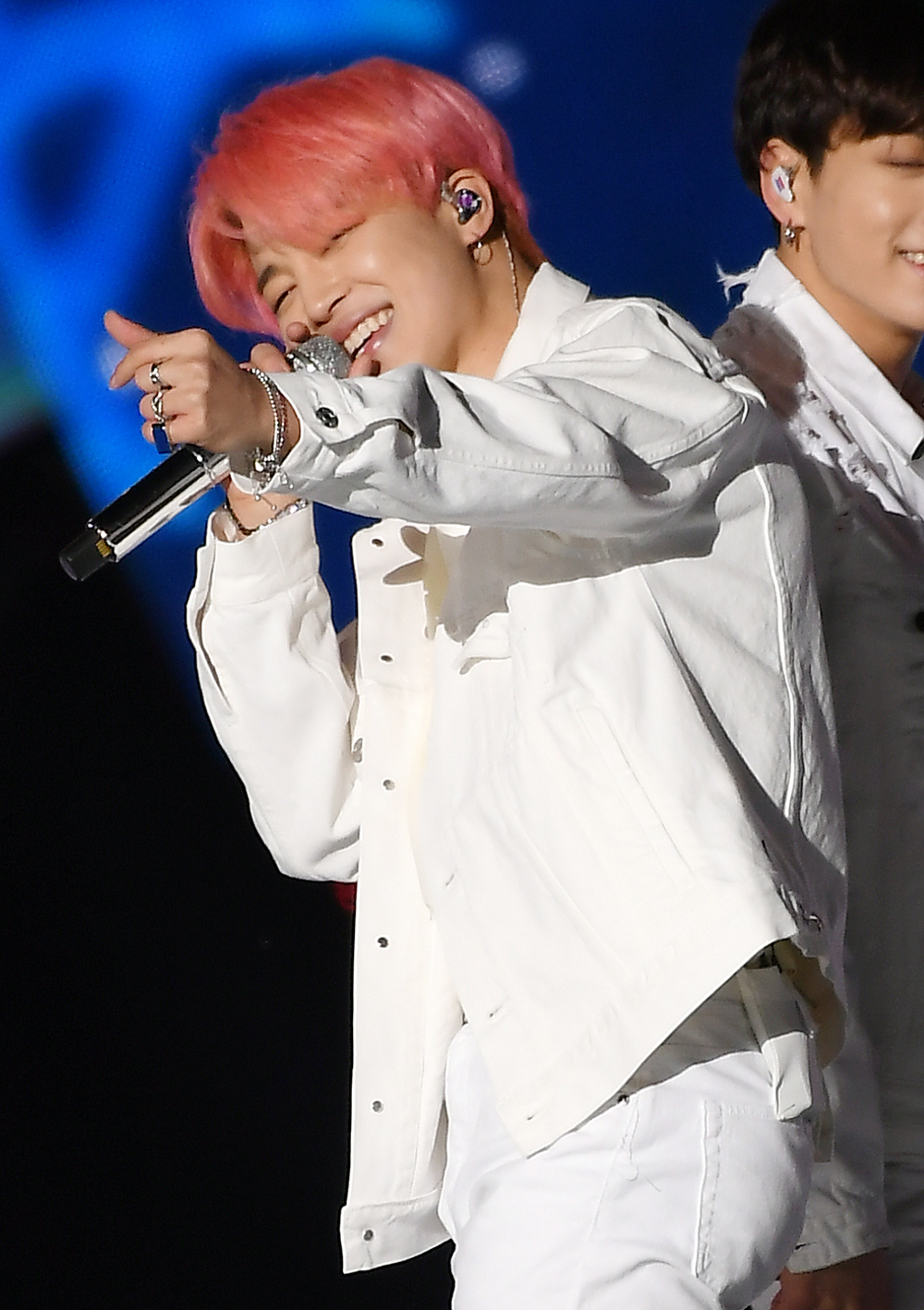
Jimin na koncertě v Kwangju

| Rok  | Název              |
| ---- | ------------------ |
| 2016 | Lie                |
| 2017 | Intro: Serendipity |
| 2018 | Promise            |
| 2020 | Filter             |
| 2020 | Christmas Love     |

| Rok  | Název                 | Vytvořeno ve spolupráci s |
| ---- | --------------------- | ------------------------- |
| 2014 | 95 Graduation         | V                         |
| 2014 | Christmas Day         | Jungkook                  |
| 2017 | We Don't Talk Anymore | Jungkook                  |
| 2020 | Friends               | V                         |

## Filmografie
| Rok  | Název                         | Role     | Poznámka                      |
| ---- | ----------------------------- | -------- | ----------------------------- |
| 2014 | Go! BTS                       | Sám sebe |                               |
| 2015 | KBS Gayo Daechukjae           | Sám sebe | vytvořeno s J-Hope a Jungkook |
| 2016 | National Idol Singing Contest | Sám sebe | vytvořeno s Jungkook          |